# カナダの策謀

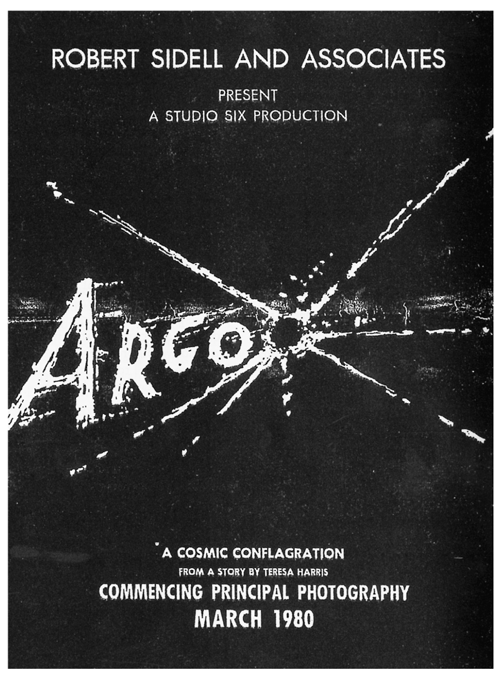
共同作戦のために創作された映画「アルゴ」のポスター

カナダの策謀（Canadian Caper）とは、1979年11月4日に発生したイランアメリカ大使館人質事件の際に、人質になることをまぬがれてカナダ大使公邸に避難した6人のアメリカ人外交官を救出するために行われた、カナダ政府とアメリカのCIAによる共同作戦を指す通称である。

## 概要

### 人質事件勃発

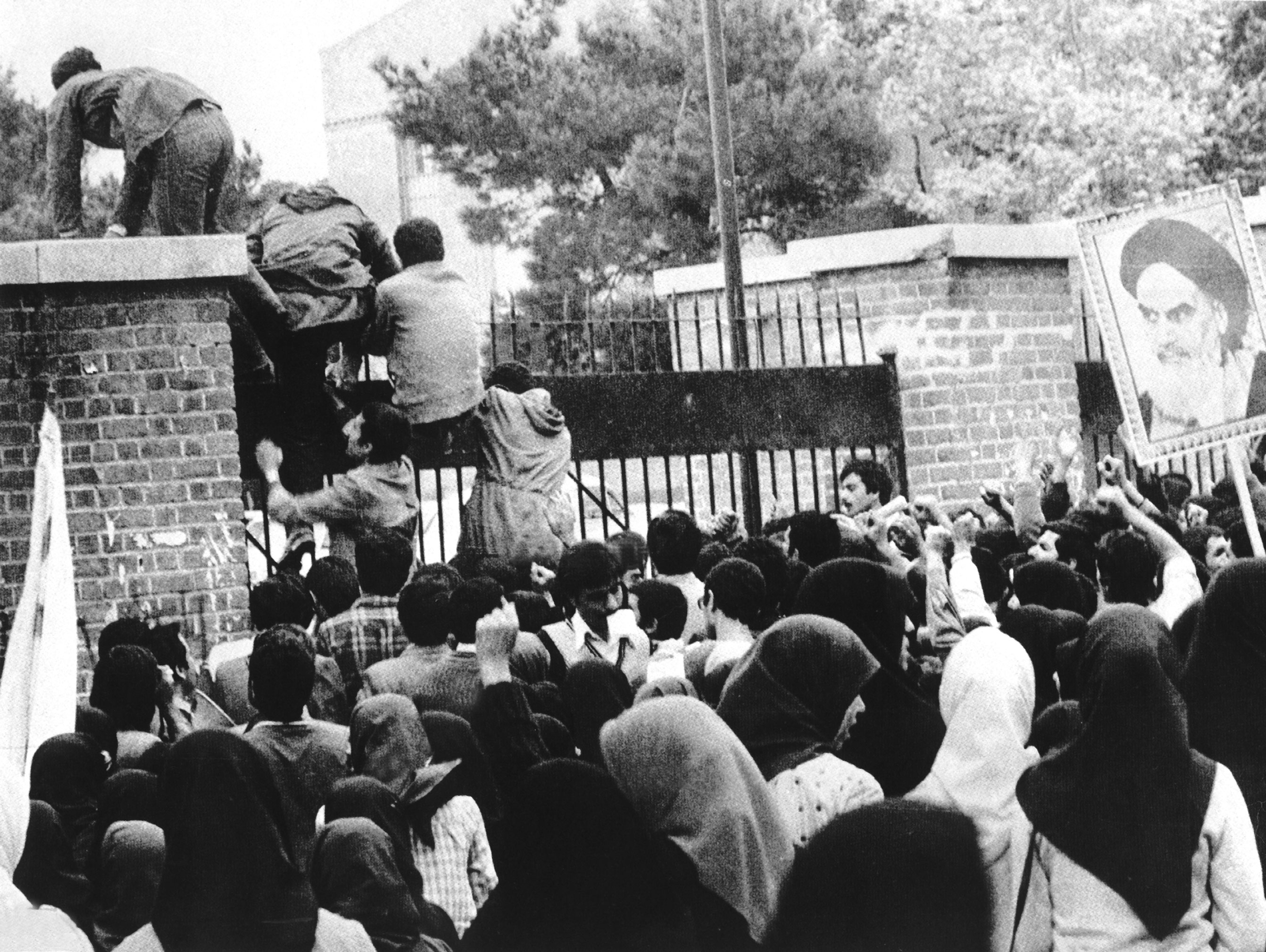
テヘランのアメリカ大使館の塀を乗り越える学生たち

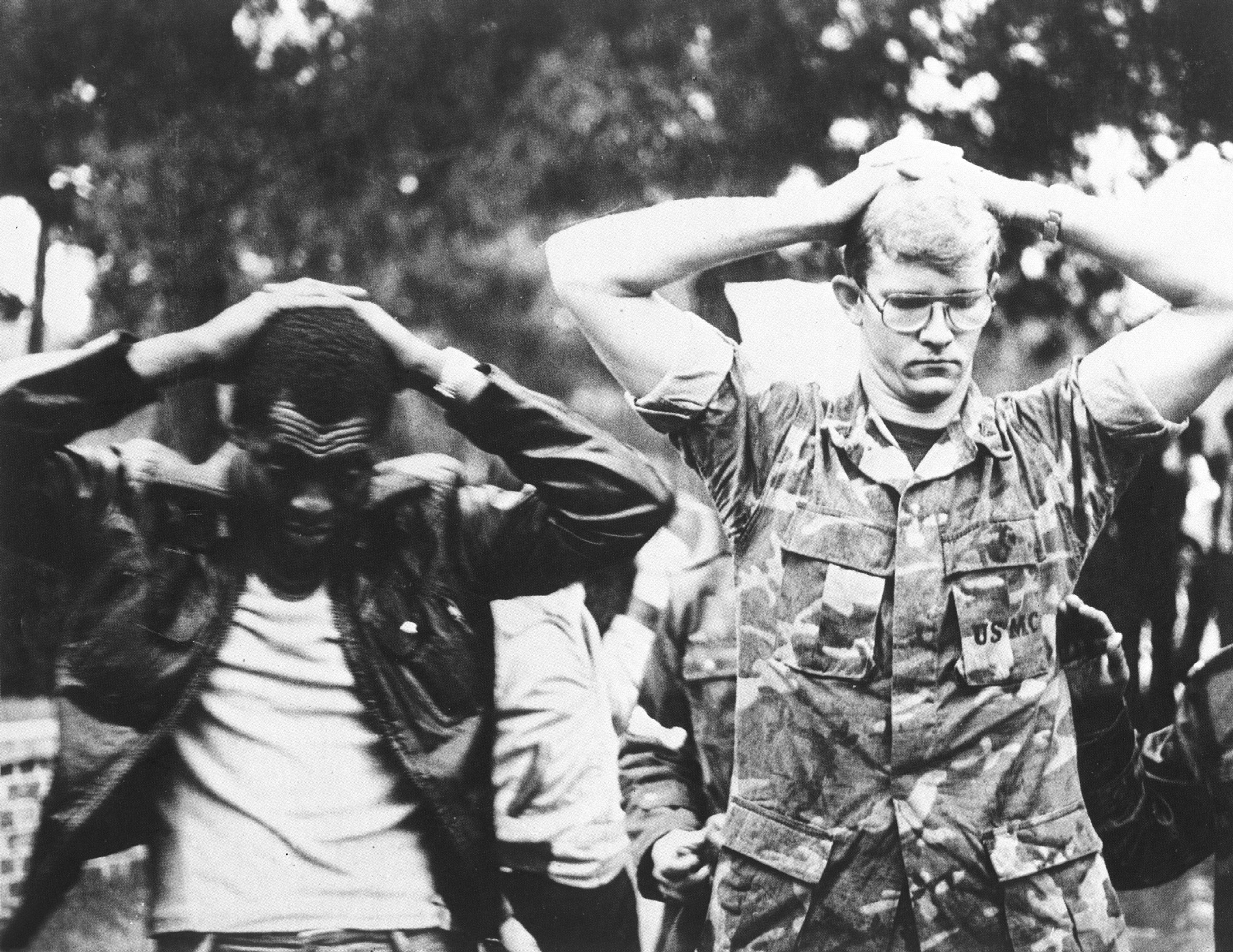
人質となったアメリカ大使館員

イラン人のデモ隊がアメリカ大使館の壁を越えて侵入して来たとき、これらの6人は大使館とは別の建物にあった領事部で働いていた。イギリス大使館に向かうよう指示を受けた2つの外交官のグループが、テヘランの市街に脱出した。一つ目はアンダースのグループであり、他の2人のアメリカ人と共に支援を求めていた。そのうち1人は最終的に大使館の現地人職員の手引きで出国ビザを取得し、イランから空路で脱出した。
もう一つは総領事のリチャード・モアフィールドらのグループだったが、彼らはイギリス大使館に直接向かうルートをとらなかったため、早期にとらえられ大使館に戻され、他の人質と同じく大使館内に監禁された。

### カナダ大使館への避難
アメリカ大使館からの脱出に成功したアンダースらのグループはイギリス大使館に近づいたが、アメリカの同盟国であるイギリスへの抗議のために大使館前に集結した巨大な群衆を目の当たりにした。そのためアンダースはグループを自宅に誘導した。彼らはタイ人コックのSomchai “Sam” Sriweawnetrの支援のもと、6日にわたる最初の逃避行を開始した。家から家へと移動し、イギリス人居住エリアでも一夜を過ごした。対欧米融和的なメフディー・バーザルガーン政権が崩壊したため、彼らはこの苦難が早期には終結しない事を悟った。対策を考えた結果、アンダースは旧友のカナダ人外交官のジョン・シェアダウンを頼る事にし、彼らはシェアダウンから好意的な招待を受けた。
11月10日、5人がアンダースの家に到着し、大使のケン・テイラーから歓迎を受けた。スタフォード夫妻はカナダ大使公邸に移動したが、他の3人はシェアダウンの家にとどまった。2週間後、農務省から出向していたリー・シャッツがスタフォード夫妻に加えて大使公邸に入った。
彼は当初スウェーデン大使館に避難し、その後スウェーデン領事のセシリア・リトハンダーのアパートに移っていた。結局6人は、その後79日間にわたり隠れざるを得なくなった。テイラー大使とシェアダウンが危険を冒して彼らをかくまったところから救出作戦の端緒が開かれた。他に2つの「友好国」が支援したとされており、占拠されていない外交官向け住居が数週間に渡り避難所として使用された。

### 脱出作戦の準備

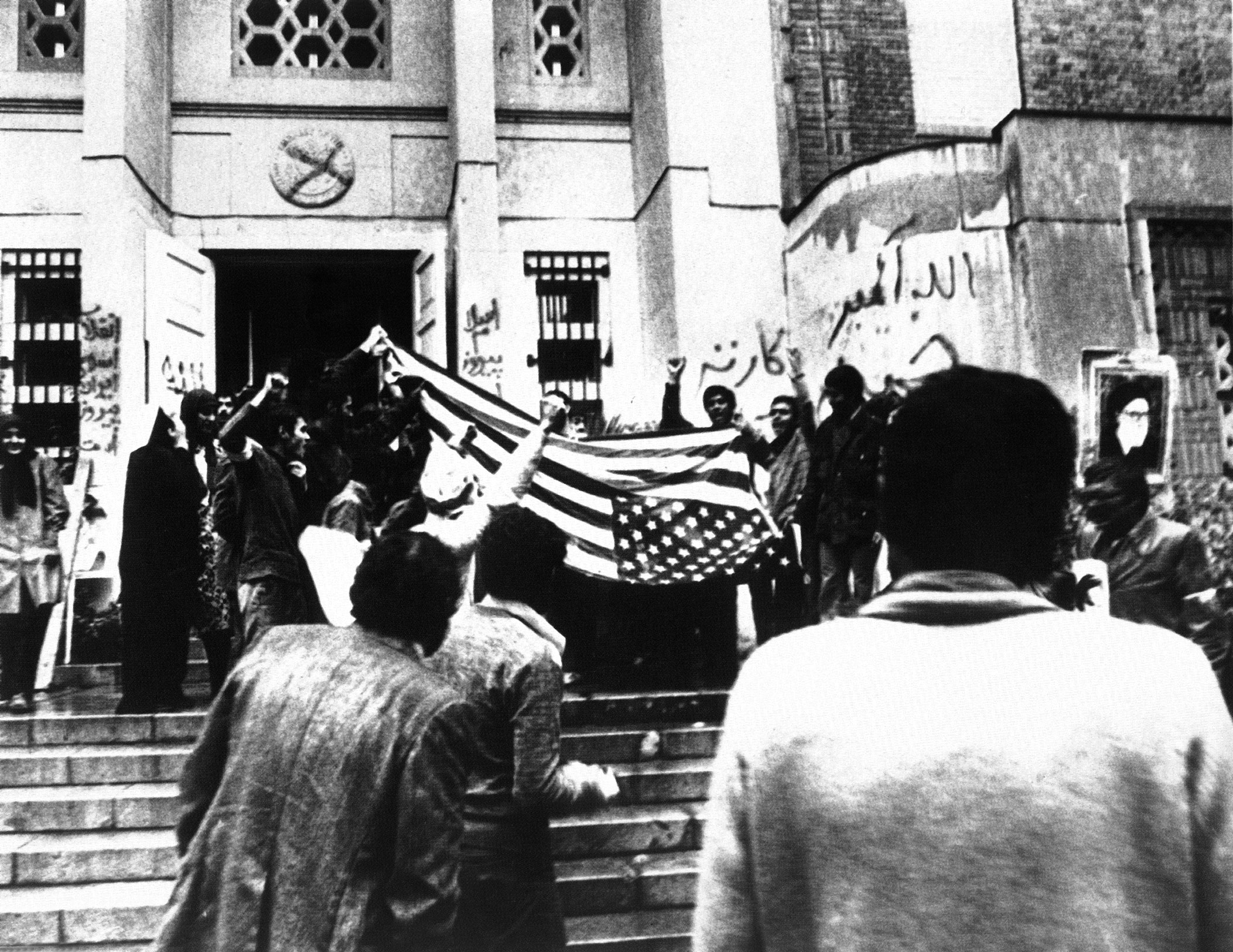
大使館前で星条旗を逆さに広げる学生グループ

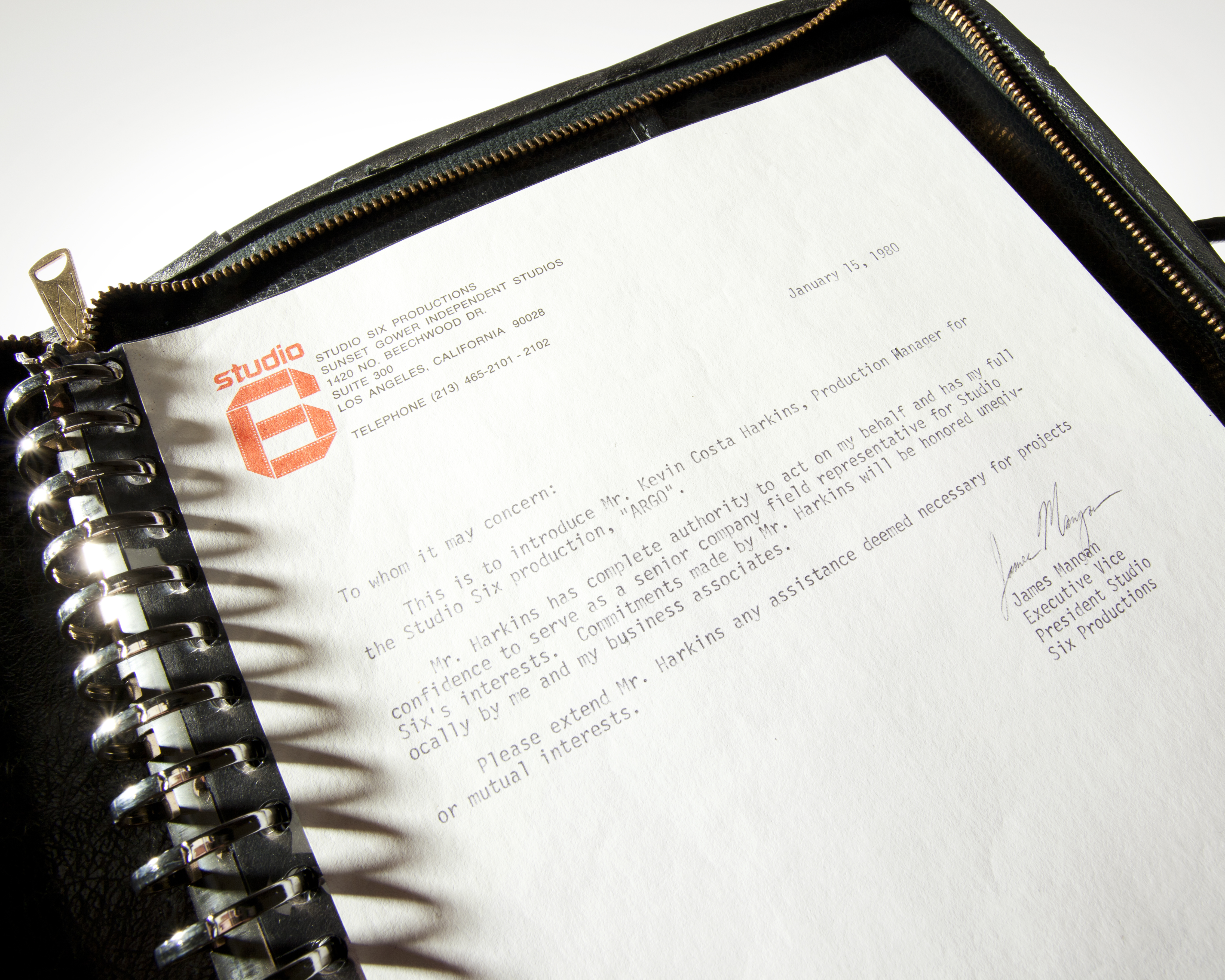
「Studio Six」の書類

テイラー大使は本国に支援を要請する。カナダ政府は枢密院令を出し、6人のアメリカ人にカナダのパスポートを与え、定期便の航空機によってアメリカに脱出させることにした。カナダ政府はアメリカ政府との協力を緊密にし、脱出作戦をCIAに依頼する。CIAでは秘密工作本部作戦支援部のトニー・メンデスが作業班を編成して、変造したビザ、衣服、変装用具など用具一式を用意した。
メンデスの作業班はカナダのクーリエに依頼して、パスポートと用具一式をテヘランのカナダ大使館に届けさせた。その後メンデスは作業班一名と共にテヘランへ飛んだ。複数の偽装作戦のうちどれを選択してもいいように、複数のパスポートや偽装するための用具も用意されていたが、大使館員により最終的に選択された作戦は、「6人をロケハンのため渡航したカナダの映画スタッフに身分偽変させる」というものだった。その偽装作戦のシナリオの中には、本物らしさを得るために設定された『アルゴ』（Argo）という名前の映画も含まれていた。映画の脚本は『光の王』というSF小説を原作としたものだった。
偽装作戦の一環として、カリフォルニア州ハリウッドの著名メイクアップアーティストであるジョン・チェンバースの支援を得て、ハリウッドにオフィスも設立され、6人は、ロサンゼルスにある「Studio Six」に電話をすれば応対されると伝えられていた。さらにハリウッドには「Studio Six」の名で広告が掲示され、また関係する記事が掲載された新聞が偽装文書の一つとしてコーラ・リジェックに与えられた（なお本作戦を題材とした映画『アルゴ』の中では、同時に特殊部隊をテヘランに送り込み大使館を奪還する作戦も考慮されていたことが描写されている）。
作戦の最中にビザの日付にミスがあることが発覚した。準備した作業班がイランの新年が3月後半に始まることに注意を払っていなかったことが原因だった。カナダ大使館員がこのミスを指摘し、予備のパスポートを用いる事でメンデスはイランのカレンダーに基づいた新しいビザを変造する事が出来た。1週間が経ち、6人は本を読んだりゲームをしたりして過ごしていた。またテイラー大使は不要不急の要員を脱出させる努力をしていた。彼は空港の出入国管理を欺くため、嘘の用事をでっちあげて彼らが移動する理由を作った。やがて怪しげな電話がかかるようになり、それも含めた徴候から彼らがかくまわれている事はおそらく発覚したのではないかと考えられるようになった。

### 脱出

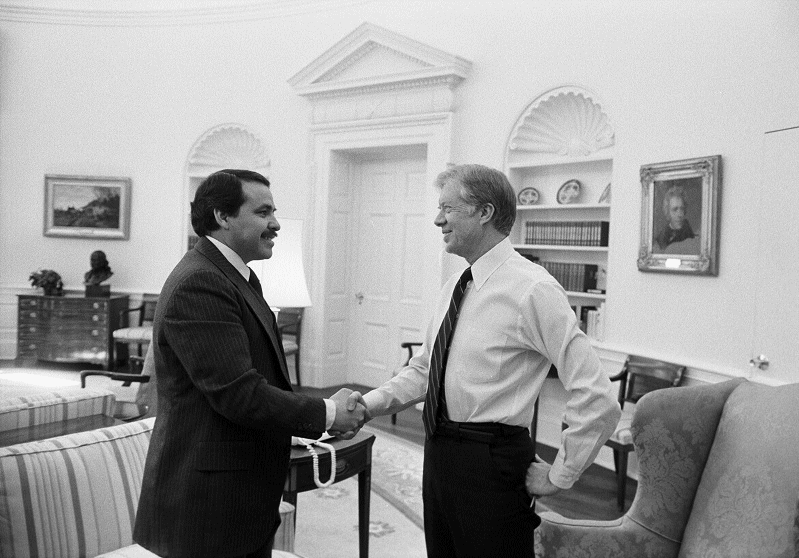
トニー・メンデス（左）とカーター大統領

1980年1月27日、カナダのパスポートを携えたアメリカ人外交官達は、テヘランのメヘラーバード空港にてスイスのチューリヒ行きのスイス航空機に搭乗した。彼らは友好国に安全裏に到着した。同日カナダ大使館も閉鎖され、テイラー大使と残っていたスタッフもカナダへ帰国した。
救出されたアメリカ人外交官は以下の通り。
- Robert Anders, 54 – 領事官
- Mark J. Lijek, 29 –領事官
- Cora A. Lijek, 25 –領事官補
- Henry L. Schatz, 31 – 農務省アタッシェ
- Joseph D. Stafford, 29 –領事官
- Kathleen F. Stafford, 28 –領事官補

### メディアの対応
モントリオールの「La Presse」紙のワシントンD.C.特派員であったジャン・ペレティエはこの策謀が完結する前に状況を把握していたが、そのニュースバリューにもかかわらず脱出者の安全確保のために報道する事を拒否した。
他のメディアでも部分的にこの動きを把握していたところは存在した。ジャン・ペレティエは脱出者達がイランを離れたことを彼が知ると同時に記事にしたが、その結果、依然として大使館に人質が残る中で、6人の存在をフロリダ州の基地内に秘密裏に隔離し、事実を隠蔽しようと考えていたアメリカ政府の計画が実行不能となった。

## その後

### カナダへの感謝

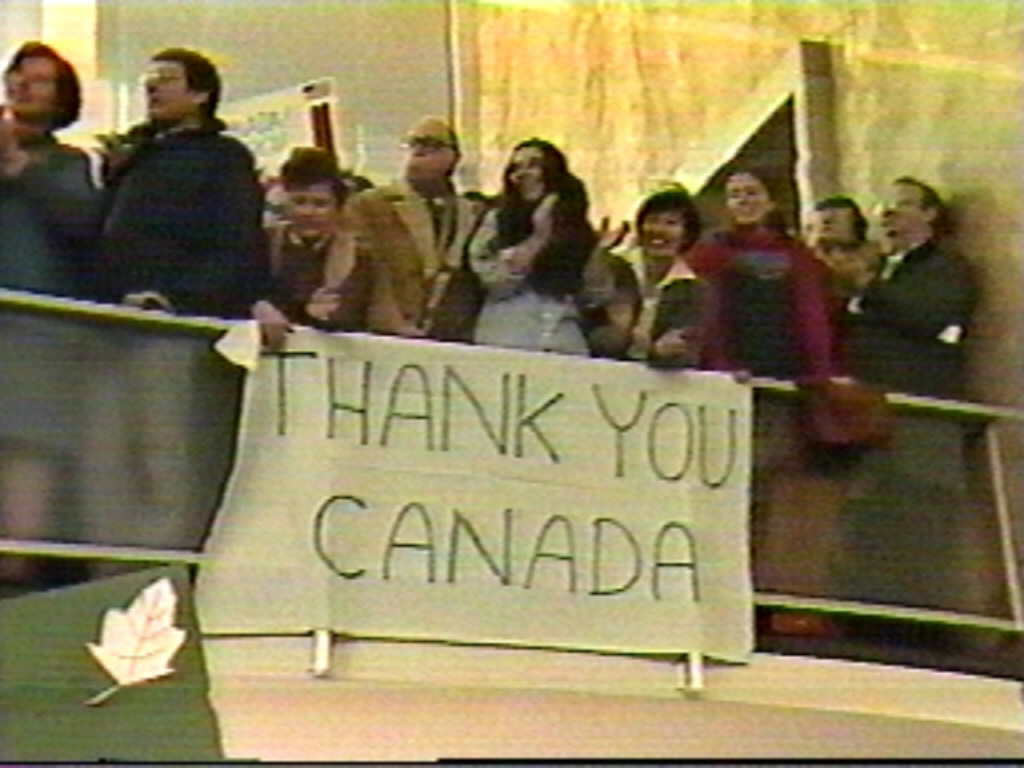
「カナダありがとう」と書かれた幕を掲げるアメリカ人

公式には、ジミー・カーター大統領は、全ての外交官が人質にされている前提で交渉を進めているとされていたため、6人の救出は大きな驚きを持って迎えられた。カナダの救出に対する努力、特にテイラー大使の協力には、一般人やテレビ出演者など多くのアメリカ人が感謝の意を表明した。カナダ国旗が「ありがとう」という掲示とともにアメリカ中に掲げられた。

### 叙勲
テイラー大使、シェアダウン、また彼らの妻であるパトリシアとゼナは、大使館の要員であったマリー=キャサリン・オフラハティ―、ロジャー・ルーシー、ラベルナ・ドリーモアと共に民間人に与えられる2番目に高位の勲章を与えられた。ゼナはガイアナ生まれのイギリス臣民だったため、本来勲章を受ける資格がなかったが、マクドナルド外相の介入により儀礼的な形で受章資格を得た。テイラー大使はまたアメリカに対する支援を評価されて、アメリカ政府より議会名誉黄金勲章を授与された。

### 機密処理
6人の脱出が成功し映画『アルゴ』は頓挫したが、残る人質の安全を考えて、アメリカとカナダの両政府はトニー・メンデスらCIAが果たした役割を機密にした。なお、残りの人質が全員解放されたのは1981年1月20日であった。しかし、CIAの関与は1997年になるまで明らかにされなかった。